# Cadillac V16 Hartmann

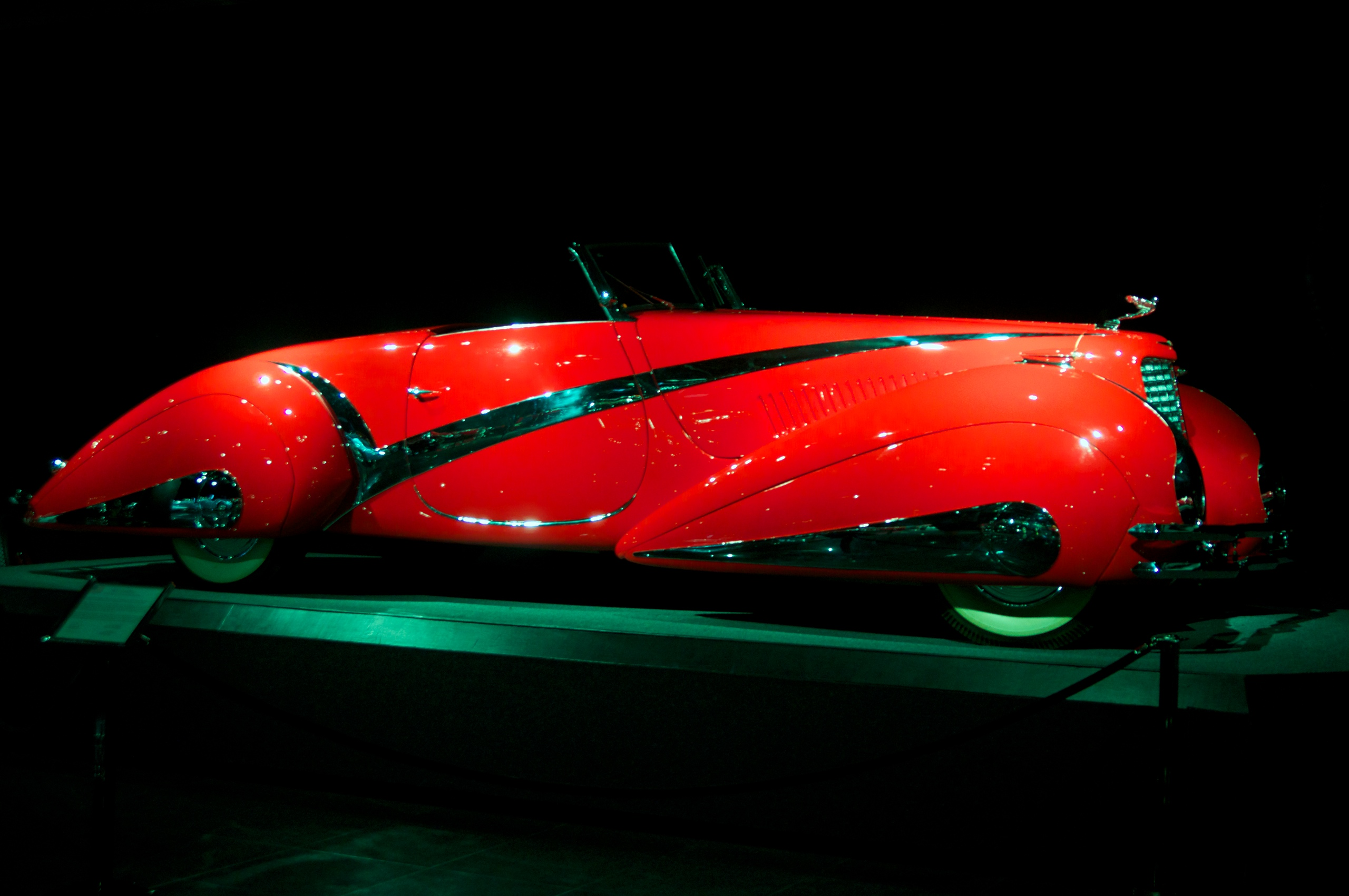
Cadillac V16 Hartman

Cadillac V16 Hartmann byl automobil vyráběný firmou Cadillac v roce 1937. Jednalo se o čtyřmístný kabriolet s rozvorem 3911 mm, jehož karosérie byla vyrobena švýcarskou firmou Carrosserie Hartmann. Měl vidlicový šestnáctiválec o objemu 7,4 l a o výkonu 185 koní. Měl třístupňovou převodovku a se svojí hmotností 2800 kg dosáhl rychlosti až 160 km/h. Tento vůz měl i Philippe Barraud.